# سمر سامي
سمر سامي (5 مارس 1956 -)، ممثلة سورية.

## عن حياتها
ولدت في مدينة حمص توفي والدها وهي صغيرة قامت والدتها بتربيتها مع خالاتها. دخلت المجال الفني في سن صغيرة. بدأت مسيرتها الفنّية مطربة في حلب عام 1974 ، ثم قررت الانتساب لنقابة الفنّانين في دمشق عام 1978، وأثناء وجودها في مبنى النقابة رآها المخرج فردوس أتاسي، فلفته صغر سنِّها، وكان يبحث حينها عن فتاة في عمر المراهقة من أجل دور رئيسي في مسلسله "أحلام منتصف الليل"، سألها: هل تمثِّلين؟ فأجابته: "لا أعرف التمثيل، لكنّني أرغب في التجريب"، فقال: "لنجرّب إذاً، ولم تكد سمر تنتهي من التصوير حتّى سمع عنها هيثم حقي، فأعطاها بطولة عمله "الوسيط" في العام ذاته.
أول أعمالها كان المسلسل الأردني المصري المشترك «المفسدون في الأرض» من ثم استمرت بالعمل الفني في العديد من الأعمال التلفزيونية والمسرحية والإذاعية والسينمائية في مابين الأردن وسوريا ومصر، قامت بأداء العديد من الأدوار وحصلت على العديد من الجوائز، ظهر نجاحها خلال فيلم الكومبارس انتسبت لنقابة الفنانين في 23 يوليو 1994.

### موقفها من الأزمة السورية
عام 2012 أعلنت الإضراب تضامناً مع الذين دعوا مراراً إلى الإضراب في البلاد واستقبلت في منزلها العديد من الأسر السورية التي تهجّرت من المدن وخصوصاً حمص

### حياتها الأسرية
لم تتزوج وليس لديها أولاد 

## أعمالها

### في السينما
- (1973): بقايا صور
- (1980): المصيدة
- (1981): حب للحياة
- (1983): ليلى والذئاب
- (1984): أمطار صيفية
- (1989): ضياع في عيون خائنة
- (1997): الكومبارس
- (1997) الترحال
- (1999) جمال عبد الناصر
- (2005):أحلام منتصف الظهيرة
- (2010): مطر أيلول

### في التلفزيون
- (1973): المفسدون في الأرض
- (1978): أحلام منتصف الليل
- (1978): الوسيط
- (1980): بصمات على جدار الزمن
- (1981): لعبة العمر
- (1982): وادي المسك
- (1985): حصاد السنين
- (1985): محاكم بلا سجون
- (1985):أحزان عادية
- (1985): الدروب القصيرة
- (1987): نساء بلا أجنحة
- (1988): دائرة النار
- (1989): شجرة النارنج
- (1989): شمس
- (1989): الدنيا مضحك مبكي
- (1989): غضب الصحراء
- (1990): هجرة القلوب إلى القلوب
- (1991): الحطب والنار
- (1991): أيام الخوف
- (1992): النار والفرقة
- (1992): الكف والمخرز
- (1992): جريمة في الذاكرة
- (1992): الشريد
- (1992): وجها لوجه
- (1992): الوعد
- (1993): الغريب
- (1993): جليلة
- (1994): اللحاف
- (1994): موزاييك
- (1994): ليل الخائفين
- (1997): بنت الضرة
- (1997): أفراح مؤقتة
- (1997): ظلال من الماضي
- (1997): تل الصوان
- (1998): أوراق خريفية
- (1998): أمنيات صغيرة
- (1998): قلوب خضراء
- (1998): سفر
- (1999): بقايا صور
- (1999): جلد الأفعى
- (1999): قلب دافئ
- (1999): الفصول الأربعة
- (2000): الزير سالم
- (2000): مذكرات عائلة
- (2000): المنسية
- (2002): تاج من شوك
- (2002): أبيض رمادي أسود
- (2002): عمر الخيام
- (2003): ذكريات الزمن القادم
- (2004): أحلام كبيرة
- (2005): قرن الماعز
- (2006): صدى الروح
- (2006): على طول الأيام
- (2007): على حافة الهاوية
- (2007): أشياء تشبه الحب
- (2008): أهل الراية
- (2008): يوم ممطر آخر
- (2008): ليل ورجال
- (2008): مطر الربيع
- (2009): زمن العار
- (2009): سحابة صيف
- (2010): لعنة الطين
- (2010): حارة الياقوت
- (2010): الصندوق الأسود
- (2010): تخت شرقي
- (2012): رفة عين
- (2013): الولادة من الخاصرة-منبر الموتى
- (2015): شهر زمان
- (2015): العراب - نادي الشرق
- (2016): سمرا
- (2016): الندم
- (2016): العراب - تحت الحزام
- (2017): شبابيك
- (2018): هارون الرشيد
- (2019): عندما تشيخ الذئاب
- (2019): أثير الفراشة
- (2020): بصمة حدا
- (2020): المنصة
- (2021): على صفيح ساخن
- (2022):  على قيد الحب

## جوائز
- (1994): جائزة أفضل ممثلة من «بينالي السينما العربيّة» الذي ينظّمه «معهد العالم العربي في باريس» عن دورها في فيلم «الكومبارس» لنبيل المالح
- (2004): حصلت على جائزة «أدونيا» لأفضل ممثلة عن دورها في مسلسل «أحلام كبيرة» لحاتم علي [8]

## روابط خارجية
- سمر سامي على موقع قاعدة بيانات الأفلام العربية
- سمر سامي على موقع قاعدة بيانات الفيلم (الإنجليزية)